# Mar del Plata Challenger
Il Mar del Plata Challenger è stato un torneo professionistico di tennis giocato su campi in terra rossa. Faceva parte dell'ATP Challenger Series. Si giocava annualmente a Mar del Plata in Argentina.

## Albo d'oro

### Singolare
| Anno | Campione            | Finalista        | Punteggio     |
| ---- | ------------------- | ---------------- | ------------- |
| 1993 | Alberto Berasategui | Martin Stringari | 6–2, 7–5      |
| 1994 | Albert Costa        | Gastón Etlis     | 6–3, 3–6, 6–0 |
| 1995 | Jiří Novák          | Kris Goossens    | 6–2, 3–6, 6–3 |

### Doppio
| Anno | Campioni                               | Finalisti                         | Punteggio |
| ---- | -------------------------------------- | --------------------------------- | --------- |
| 1993 | Jean-Philippe Fleurian Mark Koevermans | Andrej Merinov Laurence Tieleman  | 6–3, 6–3  |
| 1994 | Lucas Arnold Ker Patricio Arnold       | Filippo Messori Federico Mordegan | 6–4, 7–5  |
| 1995 | Javier Frana Luis Lobo                 | Jordi Burillo Hernán Gumy         | 7–6, 6–0  |